# Johann Nepomuk Fuchs (Komponist, 1766)
Johann Nepomuk Fuchs (* 29. Juni 1766 in Forchtenau; † 29. Oktober 1839 in Eisenstadt) war ein österreichischer Komponist und Kapellmeister.

## Leben
Fuchs war Sohn von Maria Anna Fuchs, geb. Wassley und des Schulmeisters Georg Fuchs. Johann Nepomuk Fuchs wurde ein Schüler Joseph Haydns und wirkte ab 1784 zunächst als Violinist in der Kapelle von Esterházy, dann als Musiklehrer in der fürstlichen Familie und avancierte schließlich zum Vize- und nach Haydns Tod 1809 zum Hofkapellmeister. In dieser Funktion wirkte er bis zu seinem Tod. Fuchs komponierte Instrumentalwerke und Kammermusik, Opern, vor allem aber geistliche Vokalmusik. Er galt als einer der bedeutendsten Komponisten von Kirchenmusik seiner Zeit. Zu seinen Werken zählen 28 Messen, 51 Offertorien und Graduale, 31 Litaneien und Vespern, 62 Salve Regina, 20 Opern, zwei Ouvertüren und 15 Quartette für Männerstimmen.
Fuchs darf nicht mit dem gleichnamigen, ebenfalls österreichischen Komponisten und Kapellmeister Johann Nepomuk Fuchs (1842–1899) verwechselt werden.